# أيل سيكا
أيل سيكا (الاسم العلمي: Cervus nippon) المعروف أيضًا باسم الأيل المرقط أوالأيل الياباني، هو نوع من الأيل موطنه معظم أجزاء شرق آسيا، وقد أُدخل إلى أجزاء مُختلفة من العالم. تم العثور عليه سابقًا في شمال فيتنام في الجنوب إلى الشرق الأقصى الروسي في الشمال، وهو غير المألوف الآن في هذه المناطق، باستثناء اليابان، حيث يوجد هذا النوع بوفرة، وقدرت أعداده في اليابان في سنة 2015 بـ 3 مليون و80 ألف.